# Pobiédne (Saki)
|  | Per a altres significats, vegeu «Pobiédne». |

Pobiédne (en (ucraïnès): Побєдне, en rus: Победное, Pobédnoie) és un poble de la República Autònoma de Crimea a Ucraïna, que el 2014 tenia 61 habitants. Pertany al districte rural de Saki.